# Internationale Kurzfilmtage Oberhausen 2011

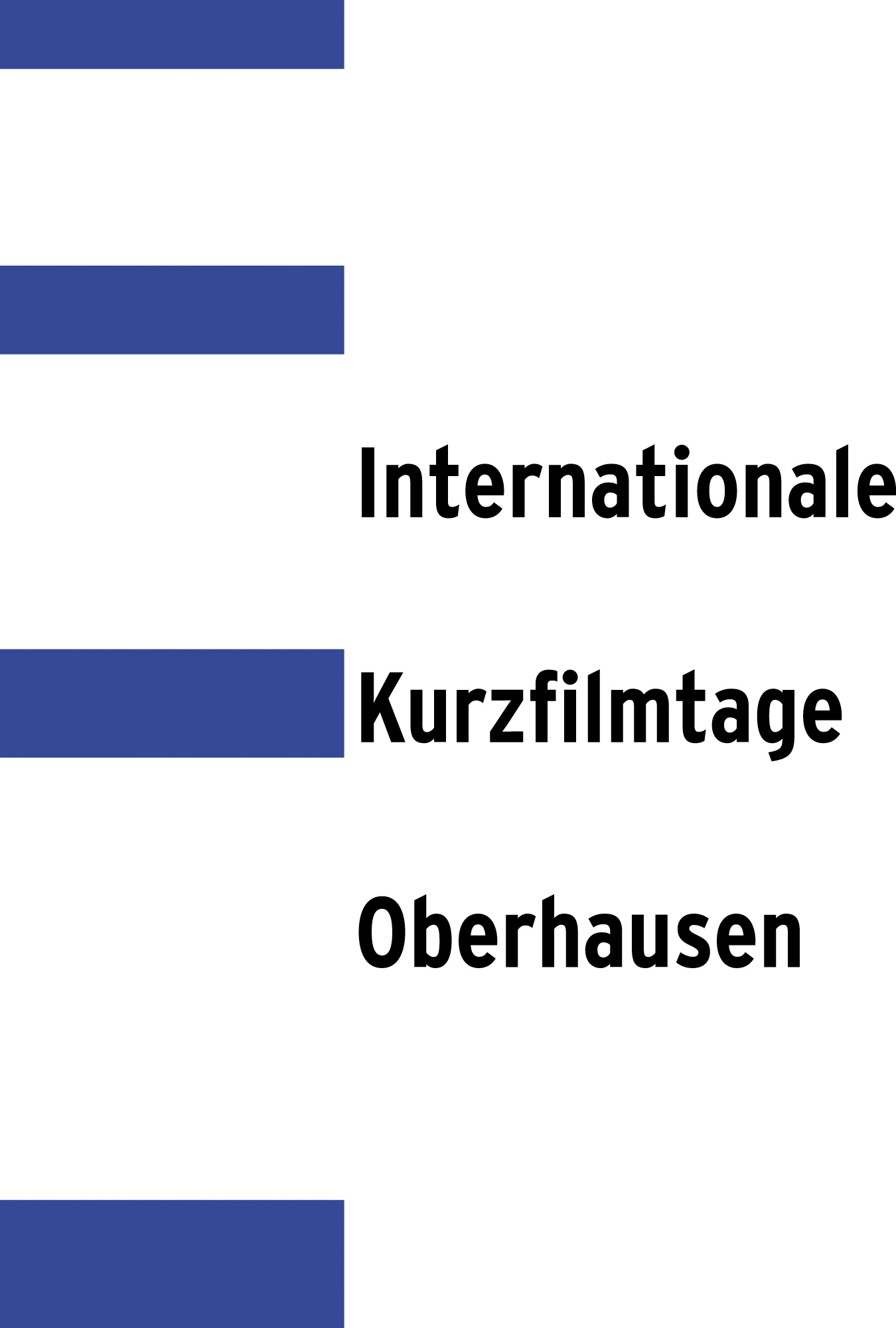
Logo

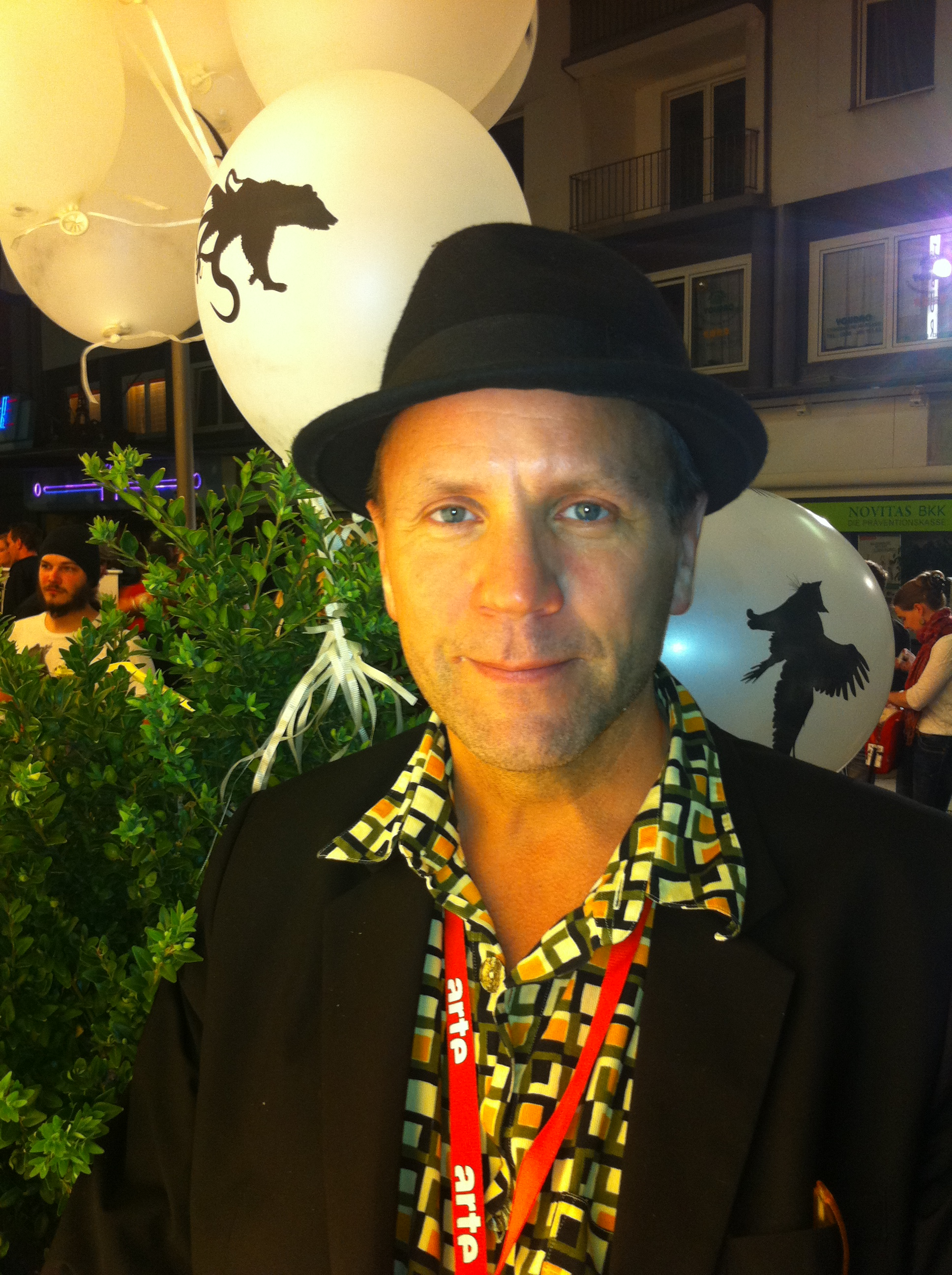
Der Videokünstler Bjørn Melhus

Die 57. Internationalen Kurzfilmtage Oberhausen 2011 fanden vom 5. bis 10. Mai in der Oberhausener Lichtburg statt. Das Thema Das Kino der Tiere: Eine kurze Geschichte des Tierfilms wurde kuratiert von Cord Riechelmann und Marcel Schwierin. Profile behandelten William E. Jones, Roter Hahn und Grzegorz Królikiewicz.

## Preisträger: Internationaler Wettbewerb

### Internationale Jury

#### Großer Preis der Stadt Oberhausen
Sans-titre, Neïl Beloufa (Frankreich)

#### Hauptpreis
zwei Hauptpreise
The Artist, Laure Prouvost (Vereinigtes Königreich)
Mercúrio, Sandro Aguilar (Portugal)

#### ARTE-Preis für einen europäischen Kurzfilm
TSE, Roee Rosen (Israel)

#### Lobende Erwähnung
I’m Not the Enemy, Bjørn Melhus (Deutschland)

### Jury desMinisteriums für Familie, Kinder, Jugend, Kultur und Sport des Landes Nordrhein-Westfalen

#### Preis
Sans-titre, Neïl Beloufa (Frankreich)

#### Lobende Erwähnung
Three Walls, Zaheed Mawani (Kanada)

### FIPRESCI-Jury

#### Preis
Handebol, Anita Rocha da Silveira (Brasilien)

### Ökumenische Jury

#### Preis
Atrophy, Palesa Shongwe (Südafrika)

### Internationale Kurzfilmtage Oberhausen

#### Preis
Kengere, Peter Tukei Muhumuza (Uganda)

## Preisträger: Deutscher Wettbewerb

### Preis für den besten Beitrag
Traces of an Elephant, Vanessa Nica Mueller

### 3sat-Förderpreis
marxism today (prologue), Phil Collins

### Lobende Erwähnung
ich fahre mit dem fahrrad in einer halben stunde an den rand der atmosphäre, Michel Klöfkorn

### ZONTA-Preis für eine Filmemacherin aus dem Internationalen oder Deutschen Wettbewerb
99 Beautiful, Tessa Knapp

## Preisträger:NRW-Wettbewerb

### Erster Preis
How to Raise the Moon, Anja Struck

### Zweiter Preis
Der Mond ist ein schöner Ort, Anne Maschlanka und Viktoria Gurtovaj

## Preisträger: Kinder- und Jugendfilm-Wettbewerb

### Kinderjury

#### Preis
Mobile, Verena Fels (Deutschland)

#### Lobende Erwähnung
Haru no ogawa, Sakichi Sato (Japan)

### Jugendjury

#### Preis
Små barn, stora ord, Lisa James Larsson (Schweden)

#### Lobende Erwähnung
Naiá e a lua, Leandro Tadashi (Brasilien)

## Preisträger: 13. MuVi-Preis für das beste deutsche Musikvideo

### 1. Preis
One Minute Soundsculpture (Ryōji Ikeda), Daniel Franke

### 2. Preis
There Will Be Singing (Efdemin), Jutojo und Phillip Sollmann

### 3. Preis
Ah! (Oval), Darko Dragicevic

### MuVi-Online-Publikumspreis
Bagatelle I (sonic.art), Sebastian Huber, Robert Pohle und Johannes Timpernagel